# クロルキナルドール
クロルキナルドール（英：Chlorquinaldol）は抗菌薬かつ消毒薬である。一般的なキレート剤である8-ヒドロキシキノリンの塩素化誘導体である。局所にはクリーム、内服にはトローチとして利用される。
GeigyからSiosteranという商品名で腸の消毒薬、殺アメーバ薬として販売されていた。